# Adam Smith Institute
Adam Smith Institute – brytyjski, libertariański think tank powstały w 1977 i mający aktualnie swoją główną siedzibę w Londynie.
Jego nazwa wzięła się od szkockiego myśliciela Adama Smitha. Celem organizacji jest promocja idei libertariańskich i wolnorynkowych poprzez przeprowadzanie badań, działalność publicystyczną, udzielanie komentarzy w mediach, a także prowadzenie programów edukacyjnych. Znany jest ze swoich wielu pionierskich prac nad podatkami, prywatyzacją i reformami służb publicznych.
Aktualnym prezesem instytutu jest Madsen Pirie, a dyrektorem Eamonn Butler. Razem ze Stuartem Butlerem są założycielami organizacji.
Margaret Thatcher podczas swojej kadencji jako premier Wielkiej Brytanii, korzystała z wielu rad Adam Smith Institute.

## Działalność cykliczna

### The Next Generation[4]
Instytut prowadzi cykl wydarzeń skierowany do młodych ludzi, pod nazwą „The Next Generation”. Są luźne spotkania, na których może pojawić się każdy poniżej 30 roku życia i zainteresowane tematami libertarianizmu oraz wolnego rynku. Podczas tych wydarzeń, goście zawsze mogą wysłuchać dziesięciominutowej przemowy jakiejś znanej osoby z różnych kręgów społecznych.
Spotkania odbywają się prawie w każdy miesiąc, w miejscowości Westminster.

### Freedom Week
Jest to coroczne, tygodniowe seminarium przeznaczone dla studentów, którzy chcieliby edukować się na tematy związane z wolnym rynkiem i klasycznym liberalizmem. Trwa ono dokładnie 5 dni i jest całkowicie darmowe dla ludzi, którzy studiują. Wykładowcami są najczęściej cenieni brytyjski myśliciele.

### Tax Freedom Day
ASI zajmuje się również obliczaniem krajowych podatków podczas Dnia Wolności Podatkowej (ang. Tax Freedom Day), który w Wielkiej Brytanii przypada przeważnie na koniec maja.

## Publikacje
- The Best Book on the Market, Eamonn Butler (2008); wydanie polskie: Najlepsza książka o rynku: Jak przestać się martwić i pokochać wolny rynek, IPS Wydawnictwo (2010)[7]
- Ludwig Von Mises: Fountainhead of the Modern Microeconomics Revolution, Eamonn Butler (2010); wydanie polskie: Ludwig von Mises. Kompendium myśli ekonomicznej, Instytut Globalizacji (2010)
- Austrian Economics. A Primer, Eamonn Butler (2010)[8]